# Dawid Przybyszewski
Dawid Przybyszewski (ur. 9 października 1981 w Toruniu) – polski koszykarz grający na pozycji środkowego w zespole Jeziora Tarnobrzeg.
W 2005 rozegrał pięć spotkań w barwach Chicago Bulls podczas letniej ligi NBA w Las Vegas, spędzając na parkiecie średnio 7 minut w meczu (1,6 punktu, 1,2 zbiórki).

## Osiągnięcia
Na podstawie, o ile nie zaznaczono inaczej.
NCAA
- Uczestnik rozgrywek Sweet 16 turnieju NCAA (2004)

Drużynowe
- Puchar Polski (2009)

Reprezentacja
- Uczestnik kwalifikacji do mistrzostw Europy U–20 (2000)[2]

## Kariera ligowa
| Sezon     | Klub                                | Liga             | Liczba meczów | Liczba punktów |             |
| 1999-2000 | AZS Toruń                           | brak danych      | brak danych   | brak danych    | brak danych |
| 2000-2001 | Czarni Słupsk                       | PLK              | 21            | brak danych    | brak danych |
| 2001-2002 | Vanderbilt Commodores               | NCAA             | 32            | 185            |             |
| 2002-2003 | Vanderbilt Commodores               | NCAA             | 29            | 130            |             |
| 2003-2004 | Vanderbilt Commodores               | NCAA             | 33            | 274            |             |
| 2004-2005 | Vanderbilt Commodores               | NCAA             | 34            | 217            |             |
| 2005-2006 | Polpak Świecie                      | PLK              | 33            | 124            |             |
| 2005-2006 | Polpak Świecie                      | PP               | 4             | 34             |             |
| 2006-2007 | Lami-Véd Körmend                    | I liga węgierska | 5             | 26             |             |
| 2006-2007 | BSC Raiffeisen Panthers Fürstenfeld | ÖBL              | 34            | 394            |             |
| 2007-2008 | Stal Ostrów Wielkopolski            | PLK              | 22            | 86             |             |
| 2008-2009 | Kotwica Kołobrzeg                   | PLK              | 28            | 157            |             |
| 2008-2009 | Kotwica Kołobrzeg                   | PP               | 2             | 26             |             |
| 2009-2010 | Czarni Słupsk                       | PLK              | 27            | 105            |             |
| 2010      | Asseco Prokom Gdynia                | PLK              | 2             | 3              |             |
| 2010–2012 | SIDEn Polski Cukier Toruń           | II liga / I liga | 41            | 522            |             |
| od 2012   | Jezioro Tarnobrzeg                  | PLK              |               |                |             |
| razem:    |                                     |                  | 306           | 1761           |             |